# 洛芬碱
洛芬碱是一种有机化合物，化学式为(C
6H
5C)
2N
2HCC
6H
5，它是咪唑的三个C-H全部被苯基取代的化合物。它的碱性溶液暴露在空气中可以产生化学发光。
它可由二苯基乙二酮、苯甲醛和乙酸铵反应制得。